# Ocean Racing Multihull Association
A Ocean Racing Multihull Association (ORMA) - Associação de Corridas Oceânicas de Multicascos (ACOM) - é uma estrutura criada em 1996 sobre os auspícios da Federação Internacional de Vela, a  ISAF, e da Federação Francesa de Vela (FFV), para gerir as competições náuticas de veleiros multicascos de 60 pés.
A ORMA organiza anualmente um campeonato do mundo desse tipo de veleiros. Até 2005 esse campeonato apoiava-se nas corridas ao largo em equipa tipo Transat Québec-Saint-Malo ou "a dois" tipo Transat Jacques-Vabre ou ainda em solitário como na Transat Inglesa ou na Route du Rhum. Segundo os anos as provas podiam ter um percurso de navegação costeira - com um coeficiente de pontos elevado - e de regata tipo banana - comum coeficiente menor.
Por volta de 2006 só existia realmente a Transat Jacques-Vabre e a ORMA decidiu por uma modificação da jauge com trimarans de 70 pés.

## Ligações exteriores
- «Sítio oficial» - Maio 2012
- «Sítio web da l'ISAF» (em francês) - Maio 2012
- «diferentes campeonatos 60 '» (em francês) - Maio 2012

	Categoria:Associações internacionais